# 1580

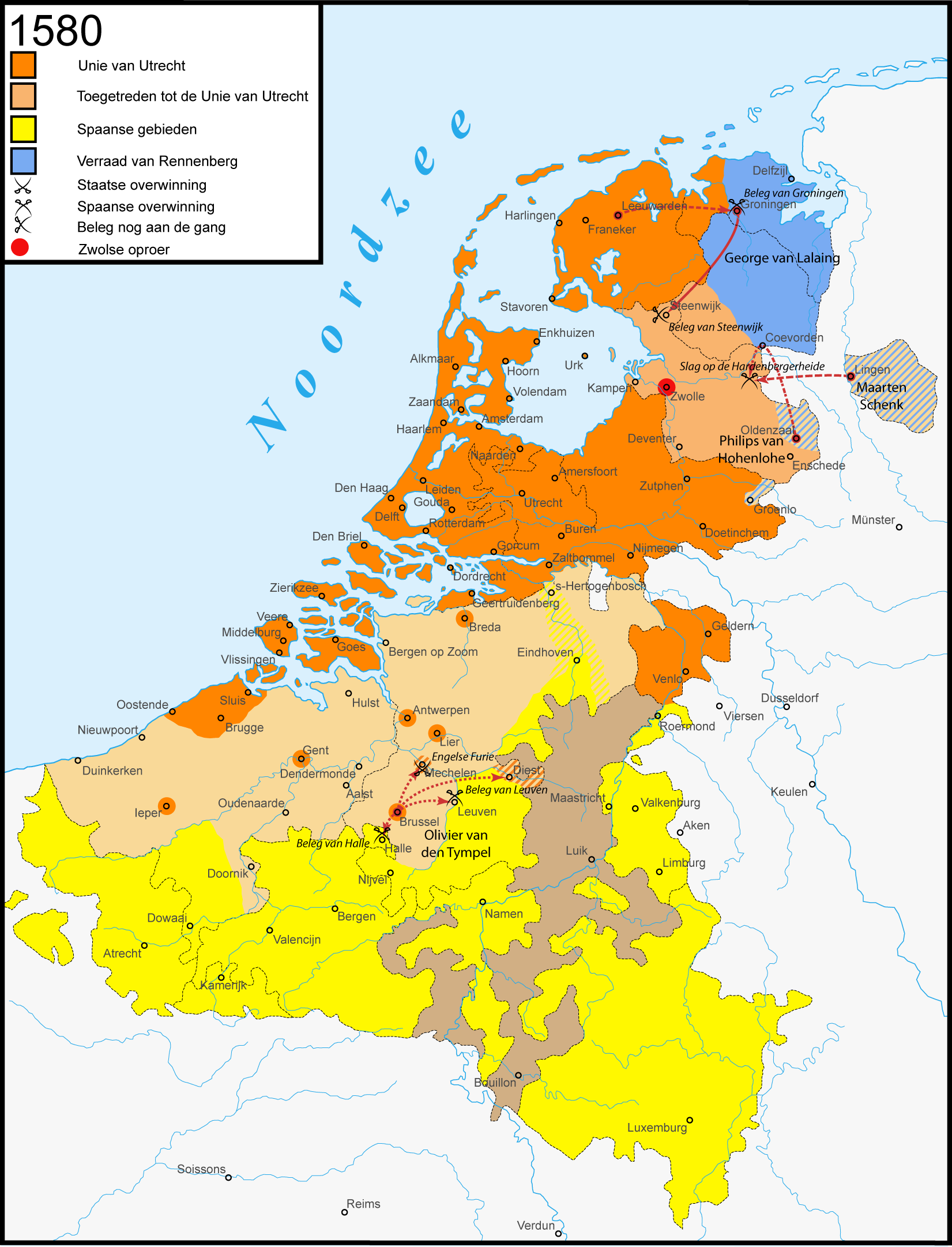
Oorlogstoestand van de Tachtigjarige Oorlog in 1580.

Het jaar 1580 is het 80e jaar in de 16e eeuw volgens de christelijke jaartelling.

## Gebeurtenissen
februari
- 1 - De graaf van Rennenberg tekent de capitulatie van het Blokhuis. De Staten van Friesland en de stad Leeuwarden nemen het kasteel in bezit.
- 9 - Alexander Farnese laat weten, dat het Hof van Gelre en Zutphen wordt overgeplaatst naar Roermond. In Gelre, dat is toegetreden tot de Unie van Utrecht, trekt men zich niets aan van het plakkaat.
- 27 - Inname van Kortrijk door Malcontenten.
- februari - Katholieken verlaten Leeuwarden, verdreven door radicale calvinisten.

maart
- 3 - De nieuwbenoemde aanvoerder van de Friese troepen Bartholt Entens van Mentheda doet een mislukte poging om Groningen in te nemen. Het katholieke stadsbestuur en stadhouder Rennenberg lopen over naar de Spanjaarden (het verraad van Rennenberg). Overijssel kiest voor het katholicisme en Filips, maar krijgt, na diplomatie van Willem van Oranje alleen Groningen mee. Begin van een guerrillaoorlog.
- 30 - Jacob Tsantele reist als deken van de Onze-Lieve Vrouwekerk in Kortrijk naar Namen om in naam van het stadsbestuur met Parma over de reconciliatie van Kortrijk te onderhandelen.
- 31 - De Staten van Friesland nemen een in een resolutie het besluit katholieke ceremonies te verbieden. De kloosters worden gesloten en de kerkelijke goederen moeten gebruikt worden voor gereformeerde predikanten en de armen.

april
- 1 - De "Staatkundige Ordonantiën" van de Staten van Holland, Zeeland en West-Friesland worden van kracht. Ze bevatten een aantal regels van familierecht. Zo wordt het huwelijk in de Nederduits Gereformeerde Kerk door de Staten erkend, maar moeten leden van andere kerkgenootschappen hun huwelijk laten bevestigen voor de magistraat. Deze regeling blijft twee eeuwen van kracht.
- 6 - Aardbeving in het Nauw van Calais met een sterkte van 6,0 op de schaal van Richter.
- 9 - De protestanten veroveren onder leiding van de gouverneur van Brussel, Olivier van den Tympel, de stad Mechelen. Hij krijgt medewerking van legers van de Engelse kolonel John Norrits en de Schotse kapitein Stuart. Zie: Engelse furie.
- 11 april - Drenthe treedt toe tot de Unie van Utrecht.
- 18 - In Amsterdam wordt de katholieke eredienst officieel verboden.
- april - Het katholieke stadsbestuur van Kampen wordt door de schutterij gearresteerd.

mei
- 10 -In Vlaanderen vindt de 'slag van Ingelmunster' plaats. Een legertje van de Staten-Generaal, vooral bestaande uit Franse hugenoten strijden, onder leiding van François de la Noue, tegen de Spaanse bezetters van het kasteel Ingelmunster. De la Noue delft het onderspit en wordt naar landvoogd Alexander Farnese gebracht.

juni
- 11 - Buenos Aires wordt opnieuw gesticht door Juan de Garay.
- 15 - Willem van Oranje wordt door kardinaal Granvelle op last van koning Filips II van Spanje in de ban gedaan en er wordt een geldprijs op zijn hoofd gezet. De prins beantwoordt met de Apologie ofte verantwoordinghe van den Prince van Orangien aan de Staten-Generaal.
- 15 en 16 - Het Zwols oproer tussen katholieke en protestantse inwoners van de stad wordt door Staatse troepen neergeslagen.
- 17 - Het Staatse leger onder Filips van Hohenlohe-Neuenstein, dat  door Willem van Oranje naar Groningen is gestuurd ter ondersteuning van de belegeraars van die stad, treft het leger van Maarten Schenk in de Slag op de Hardenbergerheide. Het Staatse leger verliest de slag en niet Hohenlohe maar Schenk bereikt de volgende dag Groningen.
- 18 - De Staatse troepen moeten het beleg van Groningen staken. Honderden protestanten vluchten naar het oosten.
- 18 - Het stadsbestuur van Utrecht verbiedt de uitoefening van de katholieke godsdienst.
- 20 - In Santaren wordt de troonpretendent Antonio van Crato door het volk naar het stadhuis gevoerd en daar uitgeroepen tot koning van Portugal. Onmiddellijk vallen gereedstaande Spaanse troepen onder aanvoering van de Hertog van Alva het buurland binnen.
- 26 - Stichting van San Bartolomé de Chillán in het huidige Chili door de Spanjaarden.

juli
- 9 en 10 - Een Staatse aanval op Halle mislukt door fouten bij de voorbereiding.
- juli - Rennenberg verovert Delfzijl.

augustus
- 25 - Slag om Alcantara. Spanje verslaat Portugal.

september
- 11 - Het Klooster van Aduard wordt verwoest.
- 19 - Hertog Frans van Anjou wordt aangesteld als vorst over de Nederlanden. Hij zegt toe de bestaande orde in Holland en Zeeland te respecteren.
- 26 - Francis Drake keert met zijn expeditie in Engeland terug, waar hij wordt geridderd door koningin Elizabeth.
- september - Rennenberg verovert Oldenzaal, de hoofdstad van Twente. Het koningsgezinde Hof van Overijssel, dat uit Zwolle is verjaagd, kiest nu domicilie in Oldenzaal.

oktober
- 5 - Het Kwartier van Veluwe stelt een permanent college van Gedeputeerde Staten in, dat bestaat uit twee leden uit de Ridderschap van de Veluwe en één uit de stemhebbende steden.
- 19 - Begin van het Beleg van Steenwijk door Rennenberg namens de hertog van Parma.

november
- 26 - Franse rooms-katholieken en hugenoten sluiten de Vrede van Fleix. Hiermee komt een eind aan de zevende godsdienstoorlog in Frankrijk.

zonder datum
- Hongersnood in Rome.

## Muziek
- september - De ballad met de naam Greensleeves wordt door Richard Jones geregistreerd bij de Londense Stationer's Company.

## Beeldende kunst

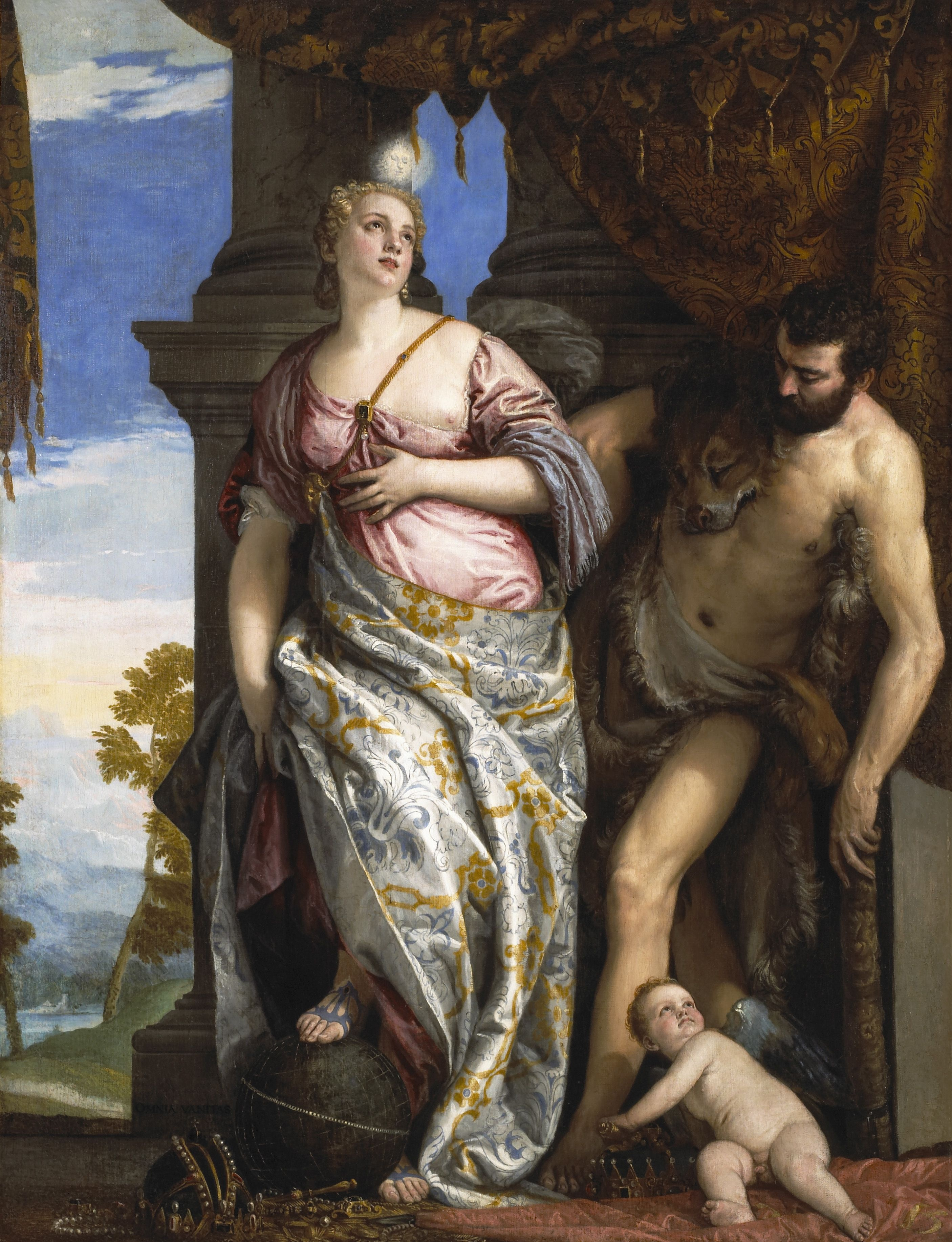
Allegorie van Wijsheid en Kracht (ca. 1580) Paolo Veronese

## Bouwkunst

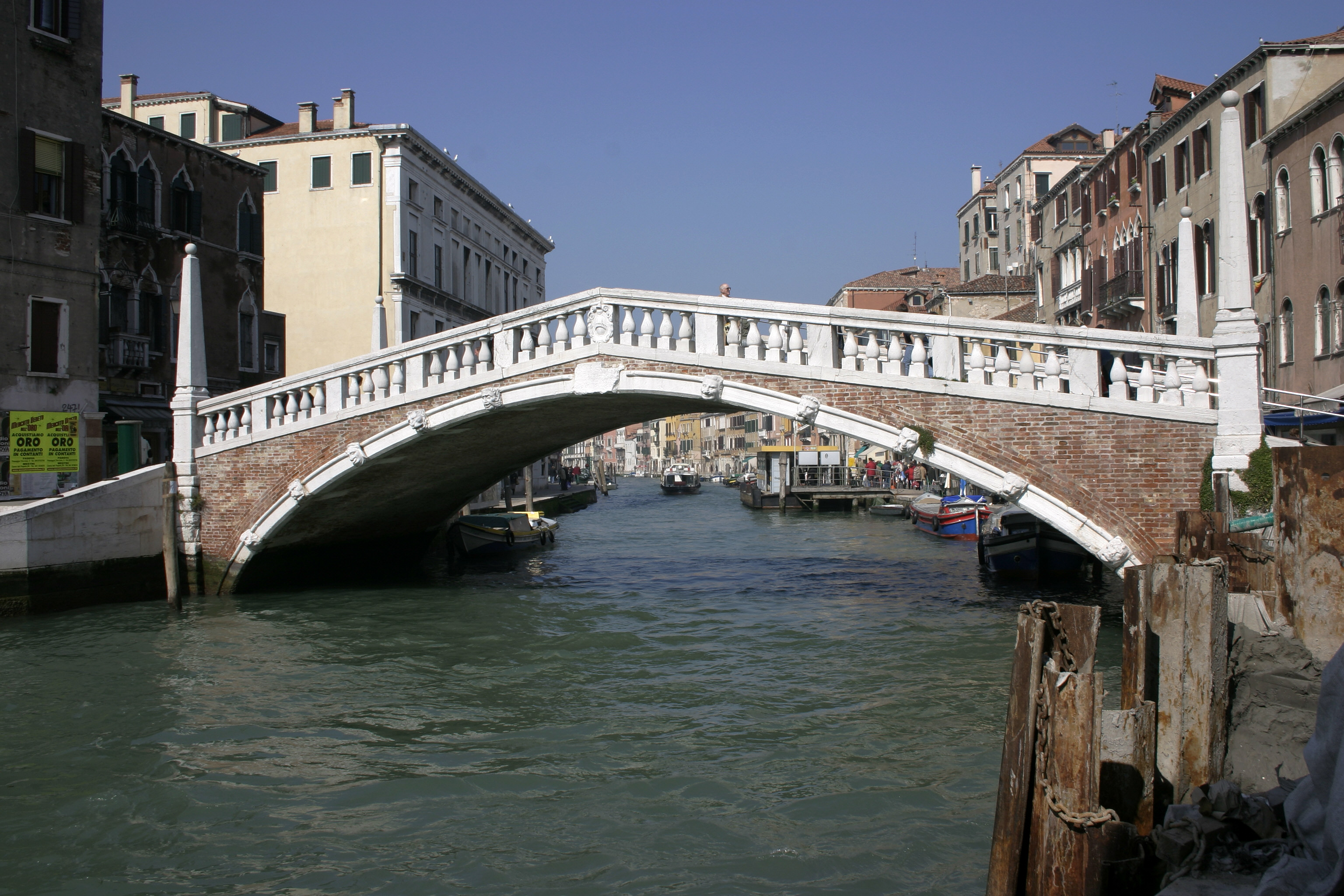
Ponte delle Guglie Venetië (1580)
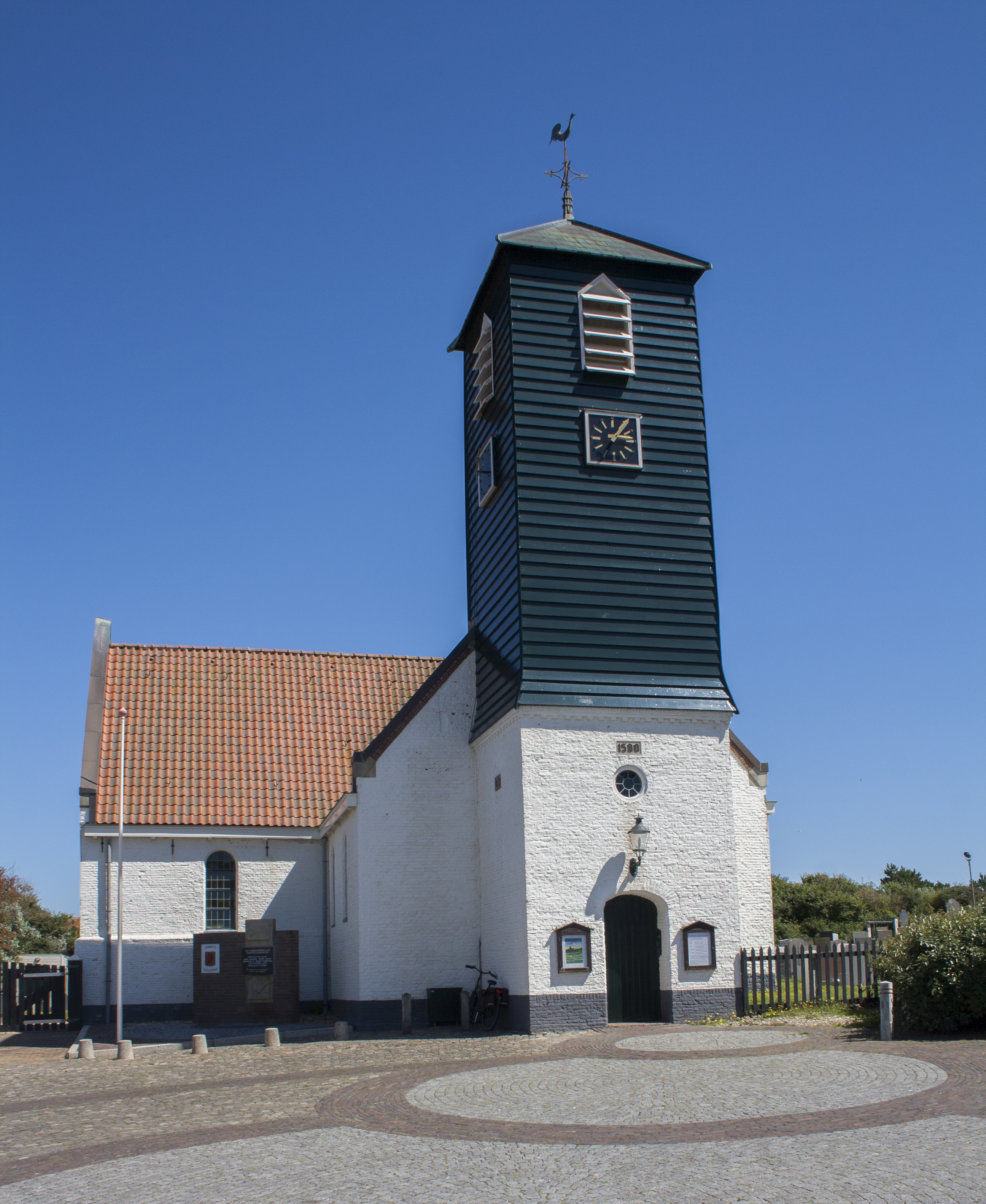
NH kerk, Callantsoog (1580)

## Geboren
juni
- 6 - Govaert Wendelen, Vlaams sterrenkundige en priester (overleden 1667)

augustus
- 19 - Pierre Vernier, Frans wiskundige en uitvinder (overleden 1637)

datum onbekend
- Dirck Hartog, Nederlands ontdekkingsreiziger
- Peter Minuit, kolonialist
- Frans Hals, Nederlands kunstschilder
- Willebrord Snel van Royen (Snellius), Nederlands natuurkundige

## Overleden
april
- 1 - Alonso Mudarra (70 ?), Spaanse componist

juni
- 18 - Juliana van Stolberg (74), echtgenote van Willem de Rijke

augustus
- 19 - Andrea Palladio (71), Italiaans architect
- 30 - Emanuel Filibert van Savoye (52), hertog van Savoye en landvoogd van de Nederlanden

september
- 15 - Gerardus van Turnhout (~70), componist uit de Nederlandse School en kapelmeester aan het hof van koning Filips II van Spanje